# 普芬德山
47°30′23″N 9°46′45″E / 47.50639°N 9.77917°E

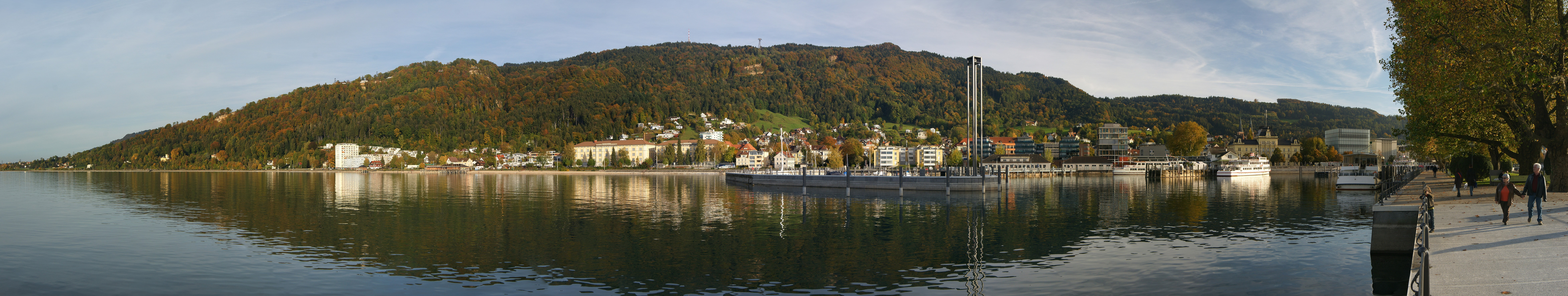

普芬德山（德语：Pfänder）是奧地利的山峰，位於該國西部，由福拉爾貝格州負責管轄，屬於阿爾高阿爾卑斯山脈的一部分，距離希爾施山2.7公里，海拔高度1,062米，每年平均降雨量1,852毫米。